# Wszechrosyjska Organizacja Faszystowska
Wszechrosyjska Organizacja Faszystowska (ros. Всероссийская Фашистская Организация, WFO)), inna nazwa Wszechrosyjska Narodowo-Rewolucyjna i Robotniczo-Chłopska Partia Faszystów (ros. Всероссийская национал-революционная трудовая и рабоче-крестьянская партия фашистов) – skrajnie prawicowe emigracyjne rosyjskie ugrupowanie polityczne o charakterze faszystowskim istniejące w latach 1933–1942 w USA.
10 maja 1933 r. w USA została założona Wszechrosyjska Organizacja Faszystowska. Na jej czele stanął Anastasij A. Wonsiacki. Jej siedziba zwana The Center mieściła się w miejscowości Thompson w stanie Connecticut. Organem prasowym było ilustrowane pismo "Фашист", którego redaktorem był Donat I. Kunle (pełnił też funkcję sekretarza generalnego WFO). Symbolem WFO była biała swastyka na czerwonym tle w granatowym obramowaniu. Jego celem było obalenie władzy komunistycznej w Rosji i powołanie rządu rosyjskiego. Ugrupowanie nie miało wielu członków (ok. 1,5 tys.), ale posiadało duże finanse, co pozwalało na dość szeroką działalność. W 1933 r. A.A. Wonsiacki wziął udział w konferencji rosyjskich faszystów w Berlinie a rok później w spotkaniu z przedstawicielami Rosyjskiej Partii Faszystowskiej w Yokohamie, z którą chciał zawiązać sojusz. Nie doszło jednak do nawiązania współpracy między obu ugrupowaniami. Do 1939 r. oddziały WFO powstały w Szanghaju, Sofii, São Paulo, Kairze i Jugosławii. WFO została rozwiązana w 1942 r. przez FBI, a A.A. Wosniacki aresztowany i skazany na karę 4 lat więzienia pod zarzutem szpiegostwa na rzecz Niemiec i Japonii.